# Histoire du genre
L'histoire du genre est un champ de la recherche historique qui étudie le passé à la lumière des relations hommes-femmes. Ce courant historiographique ne porte pas sur la différence biologique entre les sexes mais sur les sexes comme construction sociale, ou genre.
Sans oublier Michelle Perrot, une des pionnières du mouvement est Joan W. Scott, qui développe un discours sur l'histoire du genre dans son article fondateur de 1986 « Genre : une catégorie utile d'analyse historique ».

## Définitions

### Genre
Le genre décrit ce que la société à une époque donnée définit comme féminin et masculin. Le genre permet de pointer les différences qui ne sont ni biologiques ni innées, mais socialement construites: c’est un outil d’analyse pour comprendre comment se construisent les inégalités entre les femmes et les hommes. Il n’est pas à confondre avec le sexe qui est une donnée biologique définie par des caractéristiques génétiques et physiques d’une personne. Les femmes et les hommes ne forment pas des catégories unifiées. Leurs identités sont façonnées de manière variable par la différence de classe, des convictions religieuses, de l'ethnie ainsi que par leur positionnement social en tant que femmes ou hommes.
Alors qu'aux États-Unis, le terme gender est couramment utilisé à partir des années 1970 dans le domaine des sciences sociales, le mot « genre » pose certains problèmes en France en raison de sa polysémie.
La Commission générale de terminologie et de néologie française déconseille même son emploi, en 2005, dans les médias et les documents administratifs. Malgré tout, l'utilité heuristique du terme entraîne son emploi fréquent par les scientifiques francophones.
Selon l’historienne américaine Joan W. Scott, le mot gender se caractérise comme « l’organisation sociale de la différence sexuelle. Il ne reflète pas la réalité biologique première, mais il construit le sens de cette réalité ». Cette définition du terme anglais est reprise par les historiens français depuis 2007. Le genre est en fait une construction sociale et culturelle instable. En effet, tout changement dans une société donnée s’accompagne de mutations dans la définition qu’elle donne du genre.

### Histoire du genre
Selon l’historien Ollivier Hubert, « l’histoire du genre n’est pas une appellation neuve de l’histoire des femmes, pas plus qu’elle n’est une histoire des femmes et des hommes. Elle est plutôt une histoire des représentations bipolaires du monde et, secondairement, de l’incorporation de ces représentations par les acteurs sociaux ».
Même si les deux démarches sont intimement associées, elles poursuivent néanmoins des objectifs distincts. L’histoire de genre veut se différencier de l’histoire des femmes qui, par son appellation, semble centrée sur les femmes de manière étroite et descriptive. La première entend sortir les femmes de l'ombre et reconstituer leur vie dans le passé : elle se penche sur l'histoire des mouvements sociaux, scientifiques, culturels, etc. et l'interroge sous l'angle de l'implication des femmes. L’histoire du genre, quant à elle, s’intéresse aux rapports sociaux entre les sexes. Comme l'explique Didier Lett, elle « traite de la création, de la diffusion et de la transformation des systèmes symboliques fondés sur les distinctions homme/ femme ».

## Historique du courant

### Avant les années 2000
L’étude du genre et de la sexualité a émergé dans le sillage de la deuxième vague féministe et des mouvements de libération sexuelle de l’après-guerre. L’étude du genre encourage l'interdisciplinarité depuis ses origines.
L’histoire du genre est sortie assez rapidement du champ de l’histoire des femmes, qui était elle-même le produit du militantisme féministe de la deuxième vague tel qu’il s’exprimait dans les milieux académiques. Les premières études cherchent à « rendre les femmes visibles » car elles sont souvent discrètes dans d’autres domaines historiques. Au centre de cette approche s'opère la distinction entre genre et sexe biologique.
C'est en 1955 que le sexologue John Money va créer le terme « genre »[réf. nécessaire] se basant sur l'étude d'enfants hermaphrodites et leur éducation, pour ensuite être repris, modifié et élaboré jusqu'à en obtenir le sens que nous connaissons tous aujourd'hui.

#### États-Unis

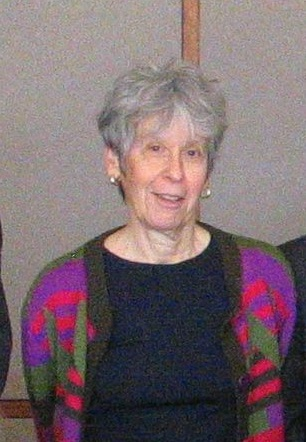
Joan Scott, autrice d'un article fondateur pour la discipline en 1986.

Il est impossible de parler d’histoire du genre sans rappeler son lien avec l’histoire des femmes ; le second courant apparaissant à la suite du premier. Aux États-Unis, les années 1970 et 1980 marquent un tournant important dans la manière de pratiquer l’histoire des femmes. En effet, jusque-là, cette dernière envisage uniquement les rapports hommes et femmes comme une relation dominants-dominées sans pour autant expliciter leur fonctionnement. Dès lors, les tenants de ce type d’histoire cherchent à faire une histoire du genre, c’est-à-dire à « réécrire cette histoire afin de montrer comment le genre, axe crucial du pouvoir dans la société, ouvre les perspectives sur l'organisation de n'importe quelle société ». Le genre désigne désormais les rapports sociaux entre les sexes et étudie les rôles propres aux hommes et aux femmes. À l’origine de ce changement, se trouvent deux facteurs complémentaires. Le premier est la critique interne des recherches menées par les historiens des femmes et le second est l’apport d’autres disciplines des sciences humaines. Ce glissement de l’histoire des femmes vers l’histoire du genre reçoit énormément de critiques, notamment de la part de chercheuses qui ont peur de voir l’aspect militant du courant disparaître.
Les années 1990 marquent un tournant dans la manière de pratiquer l’histoire du genre. En effet, à la suite des interventions de Denise Riley, écrivaine anglaise, et de Joan W. Scott, historienne américaine, l’histoire du genre se centre davantage sur la construction discursive des catégories et classes sociales. Elle s’attelle maintenant à dépeindre le mécanisme de création du discours et de la transmission des idées conçues sur les femmes et les hommes. Désormais, l’histoire du genre se veut politique et entend s’intéresser aux luttes et conflits provenant de la définition même de la notion de genre.

#### France

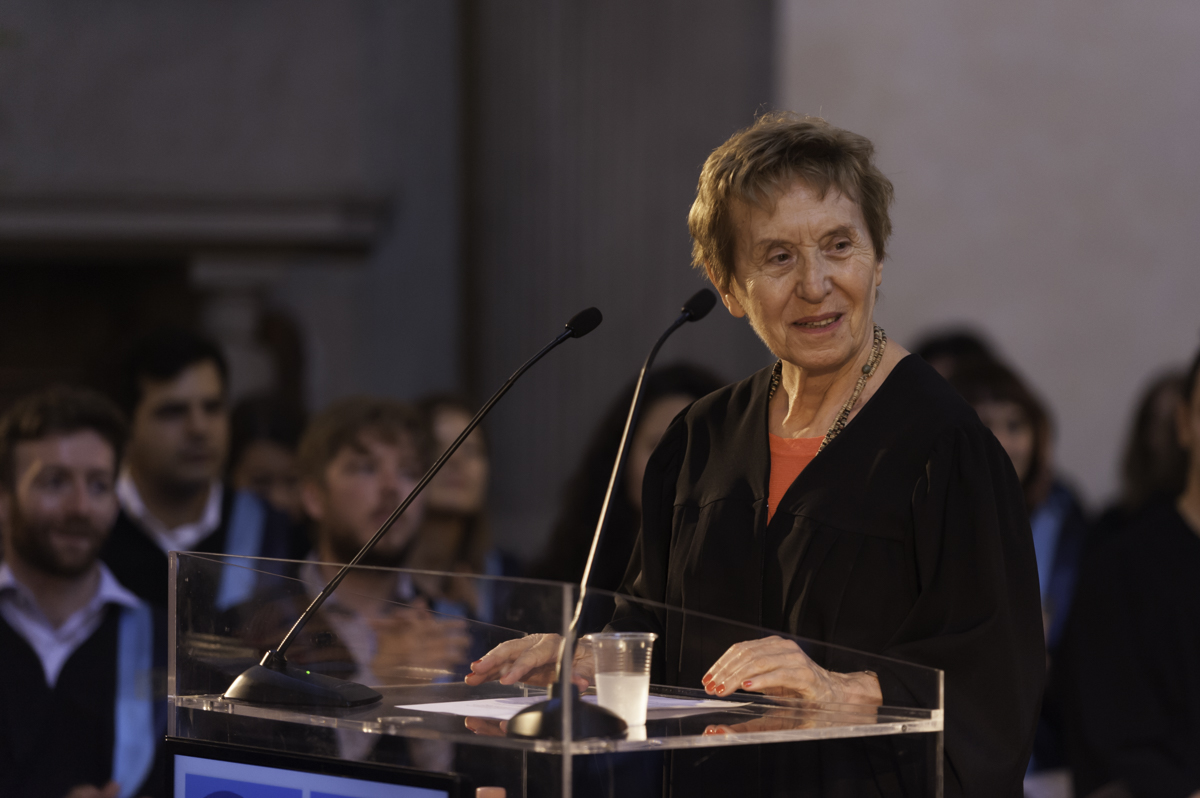
Michelle Perrot, figure de l'émergence de l'histoire du genre comme discipline en France, ici en 2016.

Le premier cours sur l’histoire des femmes donné en France se déroule en 1973 et est celui de Fabienne Bock, Pauline Schmitt et Michelle Perrot. Il est nommé « Les femmes ont-elles une histoire ? ». Cette histoire ne pose pas le problème du genre et n’utilise que peu ce terme. Mais ces historiennes réfléchissent plutôt à la différence entre les sexes. Cette approche de l’histoire est influencée par la recherche d'une nouvelle perspective que l'on trouve dans l'école des Annales.
Le terme de genre rencontre en France une plus grande résistance que dans les pays anglo-saxons comme les États-Unis ou la Grande-Bretagne, où les historiens l’utilisent depuis le début des années 1980. Il arrive à s’imposer en Allemagne, en Espagne, en Italie mais reste tardif en France. Le terme « genre » n’apparaît que dans la deuxième moitié des années 1990, majoritairement utilisé par de jeunes historiennes francophones belges et suisses. Cette réticence peut s’expliquer par le sens de « genre » dans la langue française, qui ne renvoie pas à l’affiliation au masculin ou au féminin. Selon Françoise Thébaud, elle peut également être expliquée par la crainte des auteurs et éditeurs d'une incompréhension du terme « genre » par le public. Même si le terme n’est que peu utilisé, l’histoire relationnelle entre les deux sexes est pourtant déjà analysée par les historiens français, mais ils préfèrent le désigner par « rapports de sexes » que par genre.

#### Angleterre
Au début des années 1970, le thème du travail se trouve au cœur des recherches faites sur les femmes par une première génération d’historiennes féministes. Ces dernières établissent une histoire des femmes du peuple et mettent en relation le monde ouvrier et les rôles tenus par les femmes. Elles transposent le concept économique d’exploitation au domaine familial et sexuel. Par ce fait, elles cherchent à montrer l’oppression subie par les femmes à la fois à l’usine et dans leur foyer.
En 1987, par la publication de l’ouvrage de Catherine Hall et Leonore Davidoff Family Fortunes. Men and Women of the English Middle Classe, 1780-1850, l’histoire du genre fait son apparition en Angleterre. Cette œuvre met en avant la complémentarité des deux sexes dans la construction de la classe moyenne. Elle élargit également les perspectives de l’histoire du genre, qui se concentre désormais sur les rapports sociaux entre les hommes et les femmes et sur l’élaboration des identités féminines et masculines.
Dans les années 1990, la pratique de l’histoire du genre suit la même évolution que celle connue aux États-Unis à la suite des propos développés par Denise Riley et Joan W. Scott (voir supra[Quoi ?][Où ?]).

#### Italie
En Italie, l'histoire du genre commence comme un prolongement des études sur l’histoire des femmes. Le concept devient un apport méthodologique, pour compléter une vue d’ensemble sur les relations sociales entre hommes et femmes ou même une histoire générale des hommes et des femmes. Ceci contraste avec la vision de l’approche de l’histoire du genre aux États-Unis, où « la présence du gender dans les études historiques devient un indispensable passepartout du politiquement correct et de l’inclusion dans une politique académique dans laquelle les actions positives se concentraient à solder les dettes envers la race, l’ethnie, la classe sociale, et justement, le genre ».

### Après l'an 2000

#### Ouverture
Au tournant des XXe et XXIe siècles, l’histoire du genre se met à examiner de nouveaux objets et à expérimenter de nouvelles approches méthodologiques. En effet, la grille d’analyse adoptée par le courant permet une relecture de l’histoire dans son ensemble, et de nouveaux concepts émergent comme celui de « masculinité » ou encore et d’« intersectionnalité », renforçant davantage le courant. Trois déplacements successifs ont lieu : des femmes, on passe au genre (c’est-à-dire de l’histoire des femmes à l’histoire comparée des deux sexes) ; du neutre au genre (chaque événement est coloré d’une relecture sexuée) ; et enfin du neutre (masculin) aux genres (comparaison avec d’autres outils d’analyse).

#### Reconnaissance
C’est à l’aube du XXIe siècle que l’histoire du genre acquiert ses lettres de noblesse. Dès lors, la recherche dans ce domaine prend une dimension internationale et de nombreux échanges se créent entre historiens et historiennes de toute origine. De l’histoire des femmes, on glisse vers l’histoire du genre. En France, Mnémosyne (section créée en 2000 de la Fédération internationale pour la recherche en histoire des femmes), se désigne comme « Association pour le développement de l’histoire des femmes et du genre ». En septembre 2002, se tient à Rennes le premier colloque international intégralement consacré à l’histoire du genre, bientôt suivi de nouveaux colloques édités par la suite. Des articles et ouvrages faisant le bilan des acquis de la recherche fleurissent également, à l’instar de publications relisant l’histoire sous l’angle du genre. Des revues consacrées à l’histoire du genre voient également le jour, à l’instar du périodique Gender & History (en), fondé par Leonore Davidoff, Clio. Femmes, genre, histoire, Les Cahiers du Mage en 1995, Travail, genre et sociétés en 1999, et Genre, sexualité et société dans les années 2000. Des partenariats naissent également entre institutions pour promouvoir la recherche ou les études sur le genre, à l’exemple du Groupement d’Intérêt Scientifique Institut du Genre fondé en 2012 en France ou d’un master en études de genre en Belgique francophone en 2018.

## Concepts du courant

### Approche «genrée» de l'histoire
Telle qu’elle a été théorisée par ses pionniers, l’histoire du genre a tout d’abord voulu en finir avec une étude exclusivement masculine, puis féminine, de l’histoire. En effet, dès ses débuts, le courant historiographique s’est écarté du concept d’histoire des femmes. Ainsi, puisque les hommes et les femmes sont « définis en termes réciproques », on ne peut comprendre les uns et les autres par une étude distincte.
Ce premier déplacement de l’histoire des femmes vers l’histoire du genre entraîne donc une relecture de tous les événements (faits) historiques à la lumière d’une perspective genrée. Le genre devient donc une nouvelle catégorie d’analyse historique, impliquant de la sorte une nouvelle histoire. Auparavant, selon Françoise Thébaud, l’histoire était masculine et se présentait comme universelle ; elle était également asexuée car elle faisait fi des différences des sexes. Ainsi, les historiens (masculins) issus des différentes écoles (méthodique, des Annales, etc.) écrivaient une histoire des hommes (et non des femmes).

### Masculinité
À l’intérêt pour l’histoire féminine répond l’étude de l’histoire masculine dès la fin des années 1980. Les premières études dites « masculines » mettent en évidence la souffrance des hommes, devant se conformer à des modèles, à des standards masculins. Selon Natalie Zemon Davis, l’histoire des hommes est indispensable à toute histoire féminine : l’histoire de la masculinité vise ainsi à conceptualiser la construction mutuelle de la féminité et de la masculinité. Alain Corbin soutient ainsi que les identités de genre se construisent mutuellement, c’est-à-dire que la représentation d’un sexe par l’autre et sa propre représentation ne se construisent jamais indépendamment de l’autre. Pour lui, il faut donc prendre en compte l’histoire de la sexualité, car on ne peut pas comprendre la souffrance des femmes sans s’intéresser à l’oppression sociale et familiale qui construisait l’identité et la sexualité des hommes comme des femmes.
Le concept de « masculinité » n’est pas à confondre avec celui de « virilité », désignant, pour Alain Corbin, « principes de comportements et d’actions désignant, en Occident, les qualités de l’homme achevé, autrement dit, le plus parfait du masculin », c’est-à-dire la part la plus noble d’un homme, le paroxysme de la masculinité.

### Intersectionnalité
Ces dernières années, certains historiens du courant ont souligné l’importance de croiser le genre avec d’autres catégories d’analyse. En effet, les hommes et les femmes ne forment pas des groupes homogènes et ne peuvent pas être étudiés seulement en fonction de leur genre. La notion d’intersectionnalité désigne le fait de comparer les différents rapports sociaux qui pèsent sur une personne ou un groupe de personnes. Il faut comprendre les femmes et les hommes comme des individus qui se situent au confluent de multiples forces sociales. Le genre, la classe sociale et la race sont les données les plus souvent croisées, mais peuvent s’ajouter à cela l’orientation sexuelle, les pratiques religieuses, etc.[évasif].

## Sources
Au cours de nombreuses périodes dans l’histoire, le monopole de l’écriture est presque exclusivement masculin. Cette inégalité, voire l'absence de sources écrites émanant des femmes a un impact sur notre perception de l’histoire. Cependant, cela ne limite pas l’histoire du genre qui se nourrit de toutes sortes de sources : écrites, iconographiques et matérielles. Elles ont souvent été étudiées, mais les historiens du courant les réinterrogent dans une perspective de lecture genrée des événements. On y retrouve, par exemple, les sources notariales pour l’époque moderne, les cartulaires pour le Moyen Age, ou les peintures sur les vases grecs pour l’Antiquité, ce qui démontre l’abondance de sources sur lesquelles se base l’histoire du genre. Cela nécessite une méthodologie qui souligne les liens qui existent entre l’histoire du genre et les autres courants historiques.

#### Historiens et historiennes du courant

##### France
- Alain Corbin
- Christine Bard
- Colette Beaune
- Fabrice Virgili
- Françoise Thébaud
- Gabrielle Houbre
- Michelle Perrot
- Michèle Riot-Sarcey
- Pauline Schmitt-Pantel
- Ulrike Krampl
- Yannick Ripa

##### Angleterre
- Catherine Hall (en)
- Leonore Davidoff
- Denise Riley

##### États-Unis
- Joan Kelly (en)
- Joan Scott
- Laura Lee Downs
- Sonia O. Rose (en)
- Judith Mackenzie Bennett (en)
- Ruth Mazo Karras (en)

##### Allemagne
- Annette Kuhn (de)
- Bea Lundt (de)
- Hartmann Wunderer (de)
- Gisela Bock (de)

##### Pays-Bas
- Johanna WA Naber (ne)

##### Canada
- Natalie Zemon Davis